# Arkan Asaad
Arkan Asaad, född 1 december 1980 i Kirkuk i den kurdiska delen av norra Irak, är en svensk författare och flerfaldig svensk mästare i OS-grenen taekwondo. I januari 2011 romandebuterade Asaad med Stjärnlösa nätter, en delvis självbiografisk roman som berör manlig hederskultur.

## Biografi
Arkan Asaad föddes 1980 i staden Kirkuk i Kurdistan i norra Irak. År 1984 flyttade familjen till Sverige.
Asaad är före detta elitidrottare i svenska landslaget samt flerfaldig svensk mästare i taekwondo. Han blev uttagen till OS-kvalgruppen inför Peking 2008. Asaad hade 2015 fjärde dan av svarta bältet.
Han har studerat vid Stockholms filmskola och arbetat med radio i P1 och P3.
År 2011–2012 samarbetade Asaad med Rikspolisstyrelsen och Östergötlands län i ett riksomfattande arbete kring boken Stjärnlösa nätter och föreläsningarna, om frågan "Rätten att få välja sitt liv". År 2011 köpte filmbolaget HOBAB filmrättigheterna till Stjärnlösa nätter och Asaad skrev manuset. År 2013 blev han uttagen till change leader av barnrättsorganisation och stiftelsen Reach For Change. År 2014 grundade han den ideella organisationen Right 2 Choose som utbildar kring tvångsäktenskap, mänskliga rättigheter och rätten att själv få välja sitt liv. År 2015 satt Asaad i Kulturrådets arbetsgrupp för litteraturstöd till skönlitteratur. 
Asaad läste in Stjärnlösa nätter som ljudbok, vilken nominerades till Stora Ljudbokspriset 2012.

## Priser och utmärkelser
- 2011: Teskedsordens bokpris  för Stjärnlösa nätter[4]
- 2012: Sveriges Radios novellpris för Gift mot sin vilja[5]
- 2012: Klas de Vylders stipendium för Stjärnlösa nätter[6]
- 2012: Grant's True Tales stipendium för Stjärnlösa nätter[7]
- Utsedd till Change Leader av stiftelsen Reach for Change 2013.